# Joe Rígoli
Jorge Alberto Rípoli, más conocido como Joe Rígoli (Buenos Aires, 5 de noviembre de 1936 - Mar del Plata, 27 de enero de 2015), fue un comediante y actor argentino que realizó su carrera en Argentina y en España.

## Biografía
Nació en la calle Cabrera en el barrio de Palermo y empezó su carrera a los 14 años desplegando y acomodando sillas en un circo.
En 1961 debutó en el cine en Asalto en la ciudad, de Carlos Cores. Participó en 12 películas, protagonizando El novicio rebelde. Entre los filmes en que participó figuran El desastrólogo, Cuidado con las colas, Escándalo en la familia, En una playa junto al mar, Mi mujer no es mi señora, entre otras.
A principios de los años setenta se trasladaba a España con su entonces esposa, Susana Mayo y fue contratado por Televisión Española, alcanzando enorme popularidad con Felipito Takatún, personaje que hace célebre la frase Yo sigo. En los siguientes años se consolida su presencia como contrapunto humorístico en diferentes programas de Televisión Española de variedades, concursos o incluso infantiles, como Tarde para todos, Fantástico, Lápiz y papel o El kiosco. En ese país fue director de Zocta: Sólo en la Tierra se puede ser extraterrestre.
De gran trayectoria televisiva, participó de ciclos como Viendo a Biondi, con Pepe Biondi, La nena, donde interpretó a Coquito, y actuó junto a Marilina Ross y Osvaldo Miranda, La Tuerca, con Nelly Láinez y Vicente Rubino (donde realizaba el sketch del arbolito, el más famoso del programa, escrito por Juan Carlos Mesa junto a Tino Pascali), ¡Señoras y Señores!, entre otros. En el verano de 1971 acompañó a Pepe Biondi a recibir a los payasos Gaby, Fofo, Miliki y Fofito al Puerto de Buenos Aires, en una comitiva que Canal 13 en una gran movida publicitaria organizó. En 1982 participó en la segunda versión de La Tuerca, reencontrándose en televisión con otros grandes. En 1991 actuó en el ciclo Los Libonatti. En la década del 2000 realizó sus últimos trabajos en el medio televisivo en Primicias y Casados con hijos.
En teatro participó de obras como ¿Será trolo mi marido? (con Adriana Brodsky y Susana Romero), ¿Podré poder?, Raíces gitanas y algo más, y en 2006 protagonizó junto a Tristán, Adriana Salgueiro y Natalia Fava, la obra de teatro Más locas que una vaca, en la ciudad de Mar del Plata y realiza su última intervención cinematográfica hasta la fecha en El ratón Pérez, de Juan Pablo Buscarini.
En 2006 tuvo repercusión mediática debido a una supuesta relación con la actriz e intérprete venezolana Azabache (Amor de Papel, Peligrosa, Alma Mía, Mundo de Fieras), quien actualmente es parte del elenco del actor y humorista Roberto Peña. El movimiento mediático pretendía promover "Un amor sin edad", una historia que aparentemente Joe Rigoli tendría contratada en Canal 9 de Argentina.
No existió nunca una demanda, sin embargo, la Asociación Argentina de Actores le hizo una intimación formal al actor, por falta de pago al elenco que habría convocado para el Teatro.
Azabache, intérprete de varios discos de dancehall, reguetón y pop latino, reclamaba el pago pendiente del trabajo coreográfico realizado para el actor.
En 2009, debido a sus problemas económicos, decidió ingresar a la Casa del Teatro, en Buenos Aires.
Siguió trabajando en obras de teatro.
Ha publicado el libro El Café de los Presidentes.
Gerard Jofra, al ver por televisión que estaba arruinado, decide ayudarle porque piensa que su padre (Eugenio) hubiera hecho lo mismo. 
El sábado 26 de junio de 2010 en el programa de televisión de Telecinco La Noria confirmó que regresaba a vivir a España con su actual pareja, Fátima, y empezar una nueva vida.
El 4 de septiembre de ese mismo año la prensa anunció: «Se casó Joe Rígoli con una mujer 33 años menor que él».
La entonces pareja de intérpretes Toni Climent y Bàrbara Nicolau les acogen en su casa de Barcelona mientras Joe Rígoli telonea a Reugenio en el teatro Arenal de Madrid y el Condal de Barcelona. 
En mayo del año 2011 salió en el programa "La Noria" donde contó las penurias que vivía. Según relataba, su aparición en esta publicación fue “mano de santo”, ya que despertó el interés de mucha gente, y con lo que cobró por su intervención en “La Noria”,  regresó a Buenos Aires con su pareja, de la que dijo que “el amor que les une es indestructible”. Aseguraba además Joe que soñaba con volver a ver a sus hijos: “me parece imposible estar saliendo del túnel. He llegado pedir limosna muchas veces recientemente, pero ahora hay que olvidar lo malo e iniciar una nueva vida”. En Argentina, tenían pensado descansar un poco y disfrutar de sus hijos “en la casa que Fátima tiene en Mar de Plata, y luego haré una comedia teatral en Buenos Aires. Quiero hacer cosas, sentirme actor”. También aseguró que “volveré a España porque amo este país, tengo la nacionalidad y nunca olvidaré todo lo bueno que he vivido aquí. Pese a las penurias, encontré gente maravillosa que me ayudó, aunque los últimos meses fueron terribles”.

## Fallecimiento
El 8 de enero de 2015 ingresó a la clínica EMHSA, en Mar del Plata, Argentina, con presión alta, hemorragia nasal y mucha pérdida de sangre. Se le puso bajo asistencia respiratoria mecánica al comprobarse que padecía daño neurológico por causas no establecidas y luego se le puso en estado de coma inducido.
Finalmente falleció el 27 de enero de 2015.

## Filmografía

### Cine
- Asalto en la ciudad (1961)
- El desastrólogo (1964)
- Cuidado con las colas (1964)
- El galleguito de la cara sucia (1966)
- Escándalo en la familia (1967)
- El hombre invisible ataca (1967)
- El novicio rebelde (1968)
- ¡Qué noche de casamiento! (1969)
- En una playa junto al mar (1971)
- Bienvenido mister Krif (1975)
- El pobrecito Draculín (1977)
- Mi mujer no es mi señora (1978)
- La de Troya en el Palmar (1984)
- Zocta: Sólo en la Tierra se puede ser extraterrestre (1984)
- Bañeros II, la playa loca (1989)
- El ratón Pérez (2006)
- Sin querer queriendo (2009)[9][10]

### Televisión
- Viendo a Biondi (1961)
- La nena (1965)
- La tuerca (1965-1974)
- Tarde para todos (1972-1973)
- ¡Señoras y señores! (1975)
- Un, dos, tres... responda otra vez (1977-1978-1982)
- Fantástico (1979-1980)
- Lápiz y papel (1981)
- La tuerca (1982)
- El kiosco (1984)
- Los Libonatti (1991)
- Primicias (2000)
- Casados con hijos (2005)